# Avokaya jezik
Avokaya jezik (ISO 639-3: avu), jedan od šest jezika centralne skupine moru-madi, šire skupine istočnih centralnosudanskih jezika. 
Njime govori oko 40 000 ljudi (2002) u Južnom Sudanu i susjednom području Demokratske Republike Kongo (25 000; 1989 SIL). Postoji nekoliko dijalekata: ojila (odzila, odziliwa), između rijeka Naam (Era) i Olo; ajugu (adjiga, ojiga, agamoru), na sudansko-kongoanskoj granici, južno od Maridija; u DR Kongo su sjeverni ogambi i avokaya pur.

## Vanjske poveznice
- Ethnologue (14th)
- Ethnologue (15th)